# Lake
Lake (Lota lota) är en torskartad fisk som förekommer på norra halvklotet. Släktet Lota är monotypiskt och laken är således den enda arten i släktet. Bland de torskartade fiskarna är laken den enda som lever i sötvatten.

## Storlek och utseende
Lakens kroppsform är långsträckt och huvudet är platt. Den har två ryggfenor, en främre kortare och en långsträckt bakre ryggfena. En stor del av dess kroppslängd utgörs av själva stjärtdelen. Ovanpå är den marmorerad av svart, gult och grönt, med enstaka större, mörka fläckar. Undersidan är ljusare och vitaktig. Längden ligger vanligtvis mellan 35 och 70 centimeter men går ibland upp till 80 centimeter. Laken väger vanligtvis mellan två och tre kg och överstiger sällan tio kg.  Den största laken som fångats i Finland var en hona som vägde 15,5 kg, medan sportfiskerekordet i Sverige är på 8,5 kg som fångades i Ångermanland. Hanens vikt är vanligtvis betydligt mindre, oftast omkring fem kg. I likhet med torskfiskar har laken en skäggtöm under underkäken och två skäggtömmar vid vardera näsöppning. Dess tänder är små och sitter tätt i käkarna och i gommen. Ögonen är relativt stora.

## Utbredning
Laken förekommer både i brackvatten och i sötvatten. Dess levnadsområde ligger i norra och mellersta Europa fram till norra Italien samt i Nordamerika och norra Asien. Denna rovfisk lever nära bottnen av ett vattendrag och ofta på djupt vatten. I Övre sjön i USA finns laken på 300 meters djup.
Lake togs 2010 upp på rödlistan som nära hotad i Sverige.

## Livsmiljö
Laken trivs bäst i djupa, kalla och syrerika vattendrag. När den första isläggningen sker under hösten, stiger laken ofta upp till de grunda strandvattnen. Om isen är klar kan den påträffas vid strandnära grund och kan då fångas genom klubbning, det vill säga att man slår den medvetslös genom isen. Under vintern förflyttar sig laken till djupare vatten. Unga, små lakar påträffas i bäckar och vid stenar vid stränder under sommaren. En lake som tagits upp från vattnet rör sig mycket annorlunda än andra fiskar. Den slingrar sig kraftigt och dess hala skinn gör den svår att hålla i med händerna.

## Förökning
Laken leker under vintern mellan november och början av februari. Leken sker på en–tre meters djup vid platser med grus- eller sandbotten och i likhet med torskfiskar är rommängden stor, ända upp emot flera miljoner romägg i medelstora exemplar. Den befruktade rommen sjunker till bottnen där den får driva fritt. Romäggen kläcks efter omkring en månad och ynglen simmar fritt efter kläckningen.

## Föda
Laken är en rovfisk och äter i huvudsak andra fiskar. Till dess byten hör nors, siklöjor, små abborrar, mört och gärs och ibland även kräftor. De nykläckta och unga individerna äter olika ryggradslösa smådjur.

## Fångst och användning
Laken fångas med nät, burar, tinor eller mjärdar. Man kan även fånga lake på krok om beteskroken sänks till bottnen eller nära den. En annan fungerande fångstmetod är långrev. Om man sätter ut burar nära lekplatserna på vintern brukar man få rikliga fångster. Under lekperioden och speciellt nattetid kan man nå framgång med pilkfiske av lake. Under lektiden uppskattas speciellt honorna på grund av deras rikliga rommängd. Rommen anses vara en stor delikatess. Även lakens lever är delikat och en bra A-vitaminkälla. Emellertid kan det finnas parasitdjur i levern, men om man tar bort dessa innan tillredning så är levern fullt ätbar och den har inte skadats av parasiterna. Lakens kött är delikat och nuförtiden äts den året runt. Tidigare trodde många att man enbart skulle äta lakar som fångats på vintern då köttet skulle vara dåligt andra tider på året. Som med all annan fisk krävs det att laken är färsk vid åderlåtningen så att köttkvaliteten inte blir lidande. Laken kräver en något längre tillredningstid än andra fiskar.
Förr trodde man felaktigt att laken kunde äta sin egen lever. Därför skulle den när den fångats dödas snabbt. I Margaretha Nylanders Handbok wid den nu brukliga Finare Matlagningen (6:e upplagan 1835) står "Så snart laken kommer ur wattnet, bör den genast rensas och flås, ty annars äter den upp sin egen lefwer".

## Landskapsfisk
Laken är Västergötlands landskapsfisk.